# Нільс Аксельссон
Нільс Аксельссон (швед. Nils Axelsson, нар. 18 січня 1906, Гельсінборг — пом. 18 січня 1989) — шведський футболіст, що грав на позиції захисника за «Гельсінгборг», а також національну збірну Швеції, у складі якої був учасником чемпіонату світу 1934 року.

## Клубна кар'єра
У дорослому футболі дебютував 1927 року виступами за команду клубу «Гельсінгборг» з рідного міста, кольори якої і захищав протягом усієї своєї кар'єри гравця, що тривала цілих вісімнадцять років.  Більшість часу, проведеного у складі «Гельсінгборга», був основним гравцем захисту команди, зігравши за неї у 584 іграх національного чемпіонату.
Помер 18 січня 1989 року на 84-му році життя.

## Виступи за збірну
14 червня 1929 року дебютував в офіційних матчах у складі національної збірної Швеції грою проти національної збірної Фінляндії. Протягом кар'єри у національній команді, яка тривала 9 років, провів у формі головної команди країни 23 матчі.
У складі збірної був учасником першого для неї чемпіонату світу 1934 року, що проходив в Італії і на якому Аксельссон зіграв в обох іграх шведської команди, яка припинила боротьбу на стадії чвертьфіналів.